# Jean-Pierre Maurin
Pour les articles homonymes, voir Jean-Pierre Maurin (violoniste) et Maurin.
Jean-Pierre Maurin, de son vrai nom Jean-Pierre Marie Henri Bourdeaux, est un acteur français, né le 18 juillet 1941 à Toulouse (Haute-Garonne) et mort le 15 août 1996 à Bellentre (Savoie).

## Biographie
Jean-Pierre Marie Henri Bourdeaux est le fils de la comédienne Mado Maurin et du baryton Pierre Bourdeaux[réf. nécessaire]. Il fait très tôt partie d'une sorte de troupe familiale baptisée par le métier les « petits Maurin », comprenant ses petits frère Yves-Marie Maurin (1944-2009) et demi-frères Patrick Dewaere (1947-1982) et Dominique Collignon-Maurin (1949-2025), auxquels s'adjoindront plus tard ses autres demi-frère et sœur Jean-François Vlérick (né en 1957) et Marie-Véronique Maurin (née en 1960). On les retrouvera dans nombre de films, téléfilms, dramatiques et feuilletons télévisés (ORTF) mais aussi pièces de théâtre et à la radio durant les années 1960 et 1970.
Au cours de sa carrière, Jean-Pierre Maurin a souvent campé des personnages peu recommandables, marginaux ou des truands.
Ancien élève du Conservatoire de Paris, il est le père du comédien Emmanuel Karsen et du photographe David Law.

## Théâtre
- 1954-1955 : Un nommé Judas de Pierre Bost et Claude-André Puget, mise en scène Jean Mercure, Comédie-Caumartin puis théâtre des Célestins
- 1957 : Bille en tête de Roland Laudenbach, mise en scène Jean-Jacques Varoujean, théâtre de la Michodière
- 1983 : Cyrano de Bergerac d'Edmond Rostand, mise en scène Jérôme Savary, théâtre Mogador et tournée dans toute la France
- 1990 : Tempo de Richard Harris, mise en scène Philippe Ogouz, tournées Herbert-Karsenty

## Filmographie

### Cinéma
- 1951 : Monsieur Fabre
- 1952 : La Jeune Folle
- 1958 : Les Grandes Manœuvres (non crédité)
- 1973 : La Punition
- 1979 : Le Pull-over rouge
- 1981 : Une robe noire pour un tueur
- 1982 : Tir groupé
- 1984 : Ronde de nuit
- 1985 : La Baston
- 1985 : Cinématon
- 1986 : Le Couteau sous la gorge de Claude Mulot

### Télévision
- 1962 : L'inspecteur Leclerc enquête de Yannick Andréi, épisode Les gangsters
- 1964 : Les Cinq Dernières Minutes : 45 tours... et puis s'en vont de Bernard Hecht
- 1982 : Les Enquêtes du commissaire Maigret de Louis Grospierre (série télévisée), épisode : Maigret et le Clochard : janvier
- 1983 : Les Enquêtes du commissaire Maigret, épisode : La Tête d'un homme de Louis Grospierre : janvier
- 1984 : Les Enquêtes du commissaire Maigret, épisode : l'Ami d'enfance de Maigret de Stéphane Bertin : janvier
- 1985 : Les Enquêtes du commissaire Maigret, épisode : Maigret et le Client du samedi de Pierre Bureau : janvier
- 1985 : Les Enquêtes du commissaire Maigret, épisode : Le Revolver de Maigret de Jean Brard : janvier
- 1985 : Les Enquêtes du commissaire Maigret, épisode : Maigret au Picratt's de Philippe Laïk : janvier
- 1987 : Les Enquêtes du commissaire Maigret, épisode : Maigret chez le ministre de Louis Grospierre : janvier
- 1988 : Les Enquêtes du commissaire Maigret, épisode : La Pipe de Maigret de Jean-Marie Coldefy : janvier
- 1988 : Les Enquêtes du commissaire Maigret, épisode : La morte qui assassina de Youri : janvier
- 1988 : Les Enquêtes du commissaire Maigret, épisode : Maigret et le Voleur paresseux de Jean-Marie Coldefy : janvier
- 1988 : Les Enquêtes du commissaire Maigret, épisode : L'Homme de la rue de Jean Kerchbron : janvier
- 1989 : Les Enquêtes du commissaire Maigret, épisode : Maigret et l'Inspecteur malgracieux de Philippe Laïk : janvier
- 1990 : Les Enquêtes du commissaire Maigret, épisode : Stan le tueur de Philippe Laïk : janvier